# Cinnamomum appelianum
Cinnamomum appelianum Schewe – gatunek rośliny z rodziny wawrzynowatych (Lauraceae Juss.). Występuje naturalnie w południowych Chinach – w prowincjach Hunan, Jiangxi, Guangdong, Kuejczou, Syczuan i Junnan oraz regionie autonomicznym Kuangsi.

## Morfologia
PokrójZimozielone drzewo dorastające do 6 m wysokości. Jest silnie rozgałęzione, gałęzie są mocne. Kora ma barwę od brązowoszarawej do zielonooliwkowej. Młode pędy są owłosione.
LiścieNaprzemianległe lub prawie naprzeciwległe. Mają kształt od eliptycznego do owalnego. Mierzą 5–12 cm długości oraz 1,5–4 cm szerokości. Są skórzaste, nagie. Nasada liścia jest klinowa. Blaszka liściowa jest o krótko spiczastym wierzchołku. Ogonek liściowy jest mocny, owłosiony i dorasta do 4–5 mm długości.
KwiatySą niepozorne, obupłciowe, zebrane po 5–11 w wiechy o owłosionych, brązowożółtawych osiach, rozwijają się w kątach pędów. Kwiatostany dorastają do 4–6,5 cm długości, podczas gdy pojedyncze kwiaty mają długość 3–5 mm. Są owłosione i mają białą barwę. Podsadki są nietrwałe, omszone, mają trójkątny kształt i mierzą 3 mm długości.
OwoceMają elipsoidalny kształt, osiągają 6 mm długości i 4 mm szerokości, mają zieloną barwę, osadzone są w rozszerzonych miszeczkach o lejkowatym kształcie.

## Biologia i ekologia
Rośnie w widnych lasach oraz zaroślach. Występuje na wysokości od 500 do 1400 m n.p.m.

## Zastosowanie
Kora tego gatunku jest stosowany jako środek o właściwościach leczniczych.